# Wesley Mann
Wesley Mann (Vallejo, 1963) è un attore statunitense.
Ha debuttato al cinema nel 1988 nel film Ho sposato un'aliena con Dan Aykroyd e Kim Basinger.

## Filmografia parziale

### Cinema
- Ho sposato un'aliena (My Stepmother Is an Alien), regia di Richard Benjamin (1988)
- Ritorno al futuro - Parte II (Back to the Future Part II), regia di Robert Zemeckis (1989)
- Gonne al bivio (But I'm a cheerleader), regia di Jamie Babbit (1999)
- Grand Theft Parsons, regia di David Caffrey (2003)
- Soul Surfer, regia di Sean McNamara (2011)

### Televisione
- Raven - serie TV, 6 episodi (2003-2004)

## Doppiatori italiani
Nelle versioni in italiano delle opere in cui ha recitato, Wesley Mann è stato doppiato da:
- Nino Prester in Ho sposato un'aliena
- Pino Insegno in Ritorno al futuro parte II
- Ambrogio Colombo in Raven
- Renato Cecchetto in Liv e Maddie
- Nicola Braile in Lucifer